# 十勝ダム
十勝ダム（とかちダム）は、北海道上川郡新得町、一級河川・十勝川本流上流部に建設されたダムである。
国土交通省北海道開発局が管理を行う国土交通省直轄ダムで、高さ84.3メートルのロックフィルダム。十勝川の治水と水力発電を目的とした特定多目的ダムで、十勝川水系最大の多目的ダムである。ダムによって形成された人造湖は東大雪湖（ひがしたいせつこ）と命名され、支流の音更川（おとふけがわ）にある糠平湖に次ぐ規模の大きさを誇る。大雪山国立公園内に位置する。

## 沿革
十勝川は時期を問わずしばしば氾濫を繰り返して農作地に被害をもたらしてきたが、1962年（昭和37年）8月の豪雨は特に広範囲の甚大な氾濫被害を引き起こした。このため北海道開発局は1967年（昭和42年）にトムラウシキナウシ地区に治水ダムの建設を計画し、予備調査を行った後、1973年（昭和48年）に建設着工となった。
- 1973年（昭和48年）4月1日 : 十勝ダム建設着工
- 1982年（昭和57年）8月 : 北海道電力が十勝発電所建設着工
- 1984年（昭和59年）10月3日 : ダム建設竣工
- 1985年（昭和60年）
  - 5月 : 発電所建設竣工
  - 5月24日 : 送電開始
- 1986年（昭和61年）1月25日 : 建設工事完了[2]

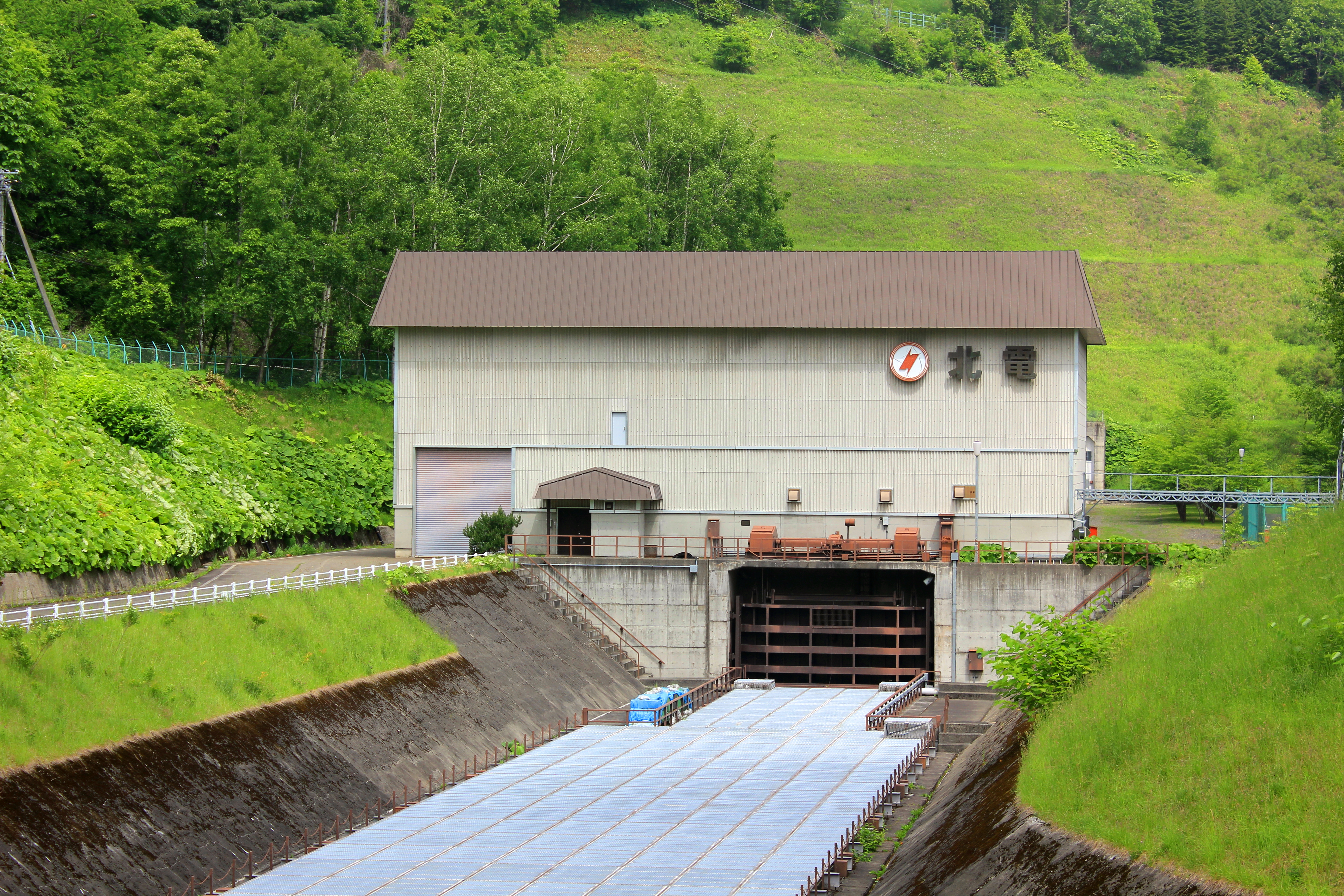
ダム右岸にある北海道電力十勝発電所。

## 東大雪湖
ダムの周辺には「建設記念公園」や「運動公園」、キャンプ場も設けられている。ここを通る北海道道718号忠別清水線はダムの上を通った後、湖岸を北上し、人造湖の中央で東大雪橋という大きな橋によって湖上を渡り、対岸のトンネルに入ってトムラウシ温泉へと向かっている。

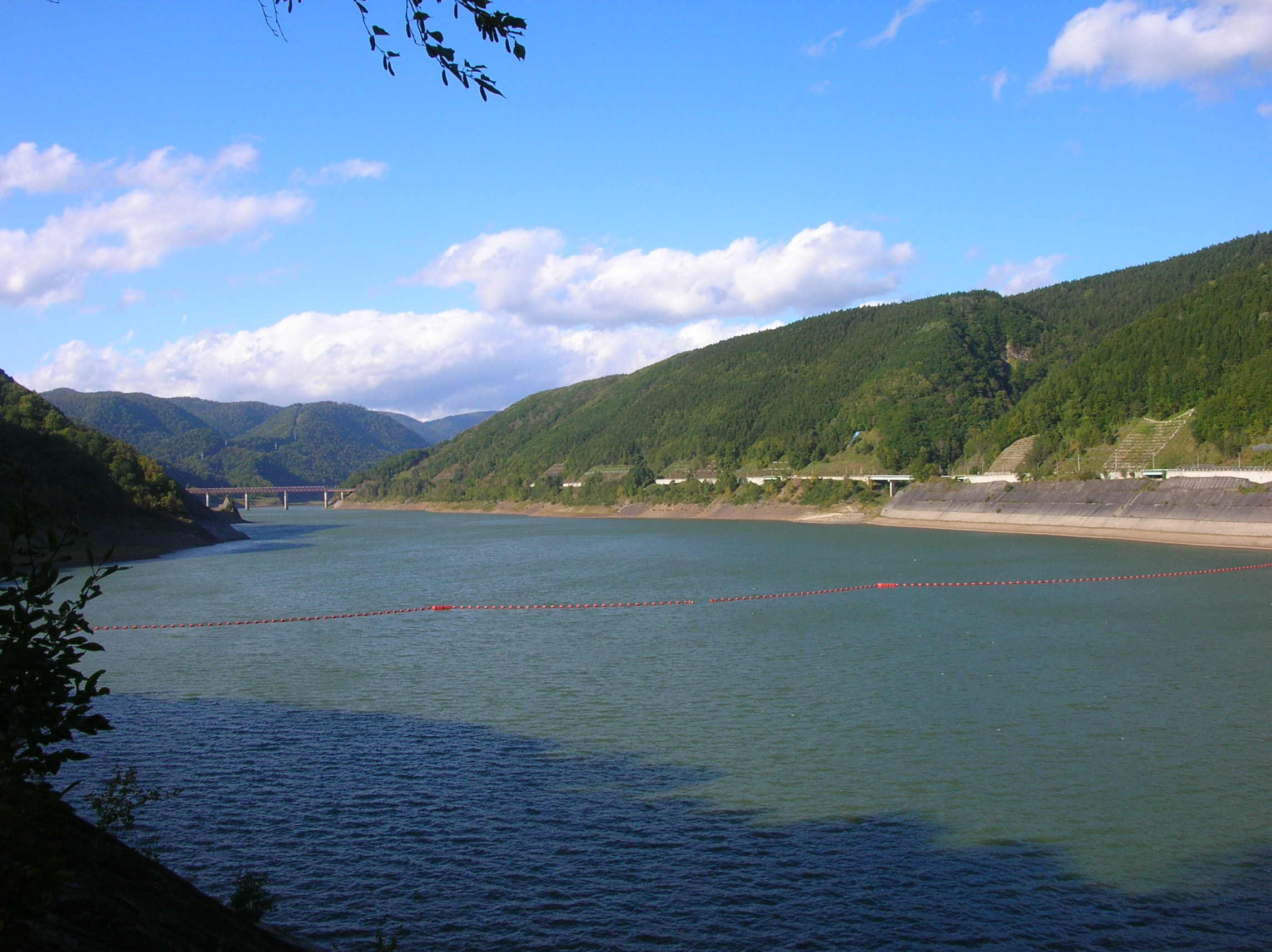
東大雪湖
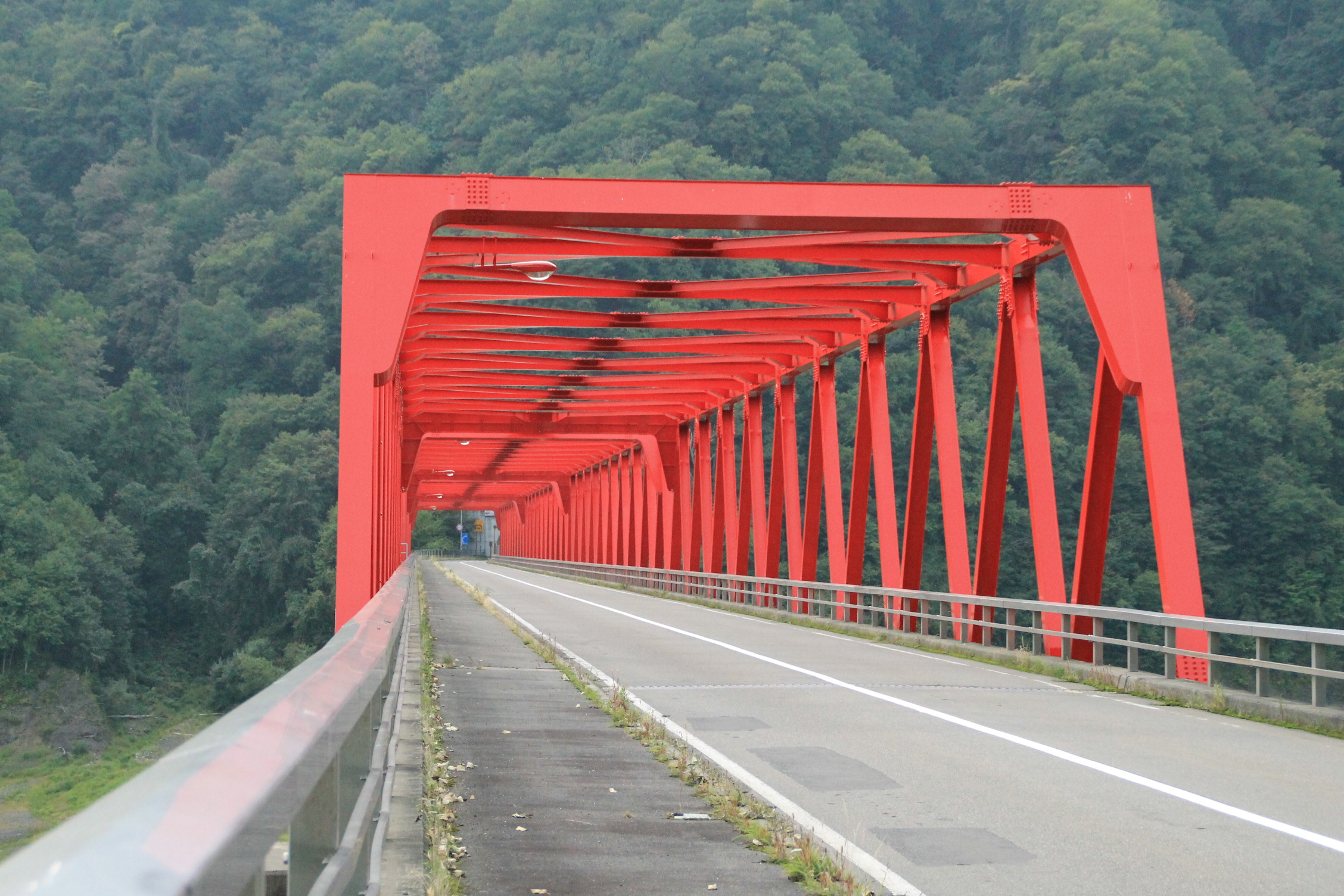
東大雪橋